# Ferropenia
Ferropenia o sideropenia es la disminución del hierro en el organismo, con tasa anormalmente baja de hierro en el plasma, hematíes y depósitos de ferritina.
Puede producir anemia ferropénica.

## Causas
Puede producirse por:
1. carencia dietética
2. alteración de la absorción
3. aumento de las necesidades
4. pérdida crónica de la sangre.

## Valores normales de hierro
| Población              | mcgr/dl  |
| Hombres                | 80 - 180 |
| Mujeres                | 60 - 160 |
| Niños                  | 50-120   |
| Niños menores de 1 año | 100-250  |

## Estadios de la ferropenia
|                  | Latentes        | Sin anemia  | Anemia ferropriva |
| Síntomas         | No hay síntomas | Funcionales | Sí hay síntomas   |
| Hemoglobina      | Normal          | Normal      | Anemia            |
| Ferritina Sérica | baja            | baja        | baja              |
| Sideroblastos    | baja            | baja        | baja              |
| Sideremia        | Normal          | baja        | baja              |
| CST (x)          | Normal          | baja        | baja              |
| CTS (y)          | Normal          | alta        | alta              |
| PEL (z)          | Normal          | alta        | alta              |

CST (x) = coeficiente de saturación de la transferrina
CTS (y) = transferrina=capacidad total de saturación de la transferrina
PEL (z)= protoporfirina eritrocitaria